# Żagwiak zmienny

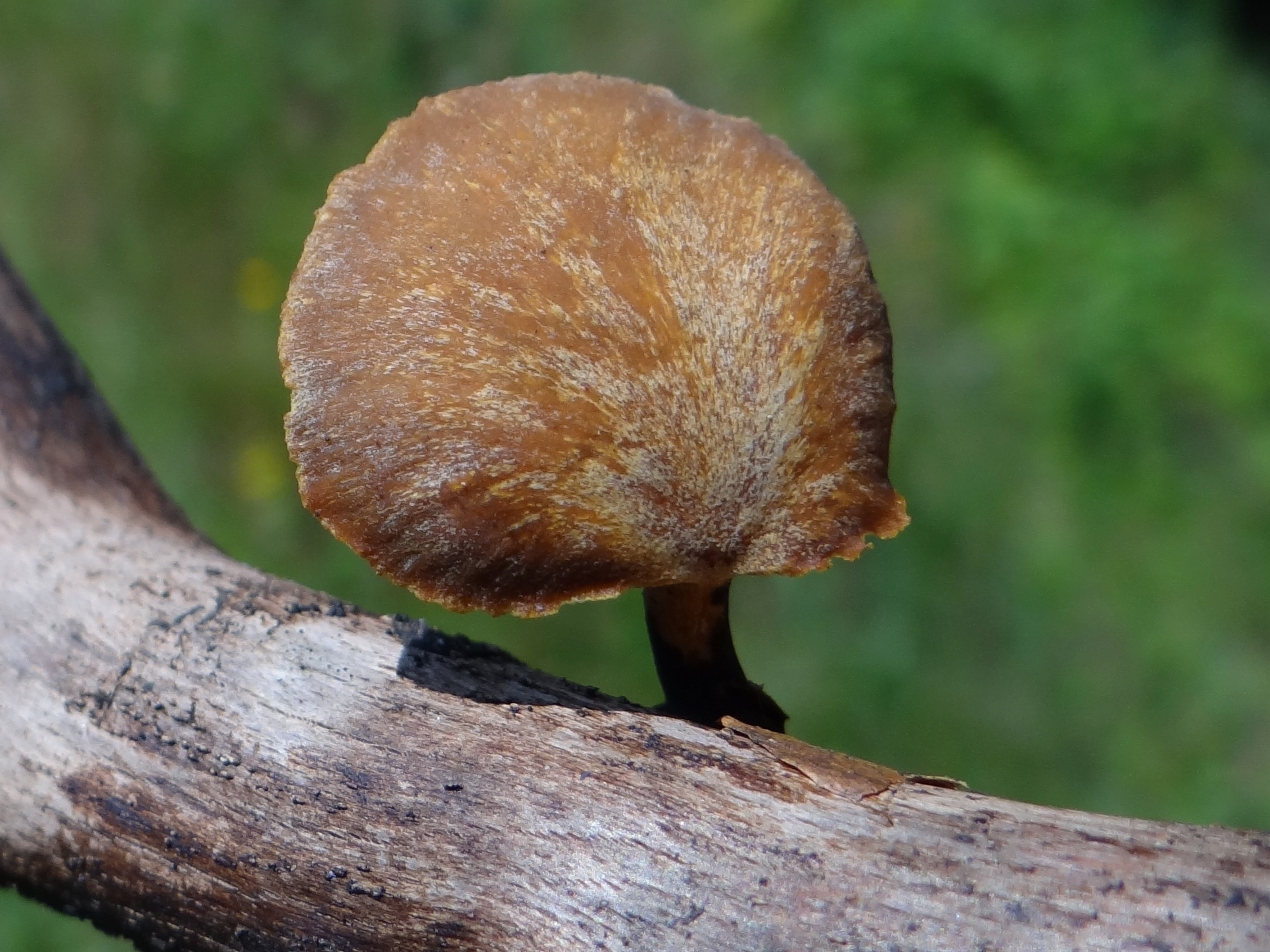

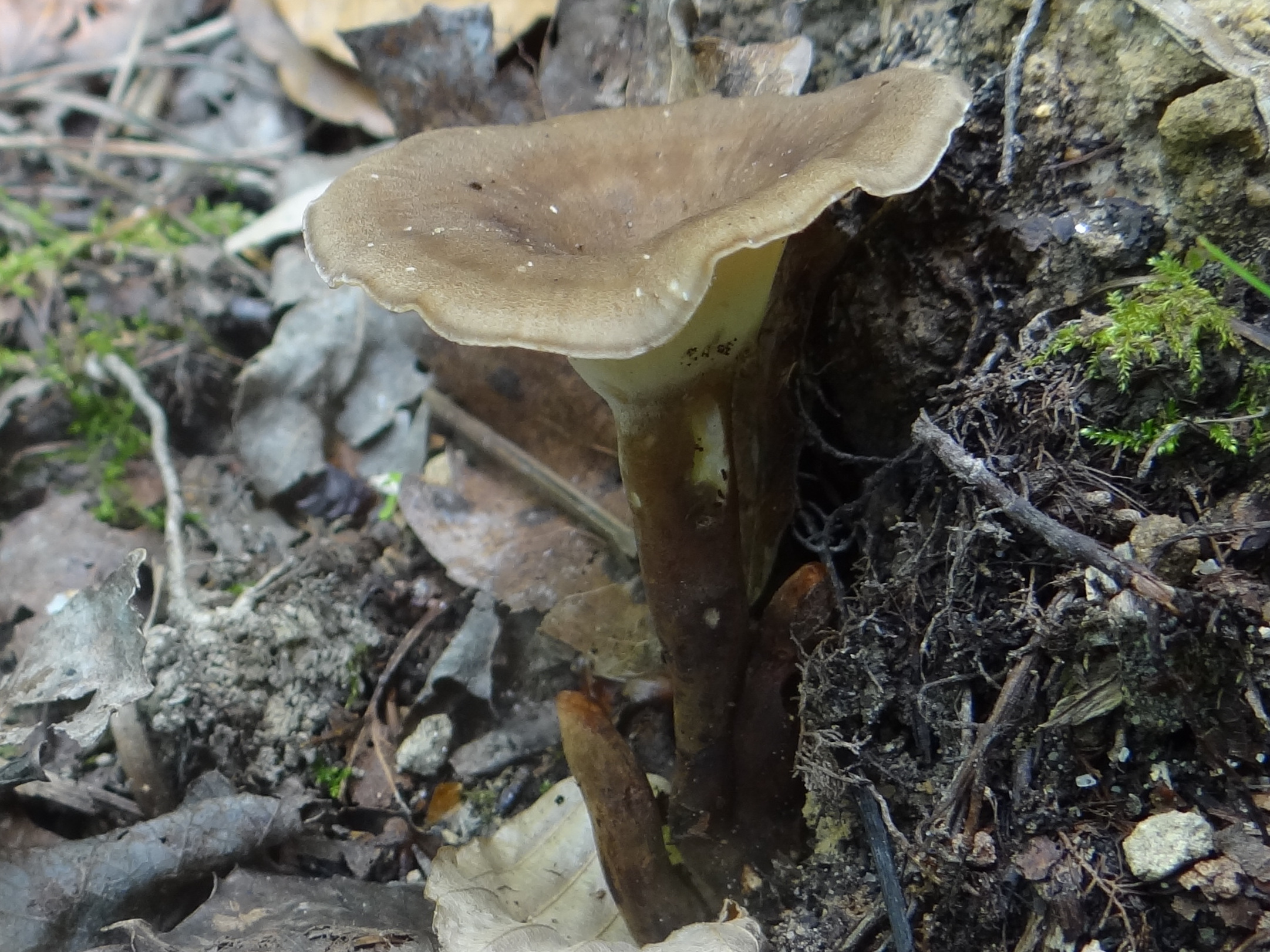

Żagwiak zmienny (Cerioporius varius (Pers.) Zmitr. & Kovalenko) – gatunek grzybów należący do rodziny żagwiowatych (Polyporaceae).

## Systematyka i nazewnictwo
Pozycja w klasyfikacji według Index Fungorum: Cerioporus, Polyporaceae, Polyporales, Incertae sedis, Agaricomycetes, Agaricomycotina, Basidiomycota, Fungi.
Po raz pierwszy takson ten zdiagnozował w 1796 r. Persoon nadając mu nazwę Boletus varius. Obecną, uznaną przez Index Fungorum nazwę nadali mu w 2016 r. Ivan Zmitrovich i Alexander Kovalenko, przenosząc go do rodzaju Cerioporus.
Synonimów naukowych posiada ponad 70. Niektóre z nich:
- Leucoporus petaloides (Fr.) Pat. 1900
- Polyporus varius (Pers.) Fr. 1821
- Polystictus varius (Pers.) G. Cunn. 1965

Nazwę polską żagiew zmienna podał Franciszek Błoński w 1889 r. W polskim piśmiennictwie mykologicznym gatunek ten ma też inne nazwy: żagiew wysmukła, huba zmienna, huba okazała. Wszystkie te nazwy stały się niespójne z aktualną nazwą naukową po przeniesieniu taksonu do rodzaju Cerioporus. W 2021 r. Komisja ds. Polskiego Nazewnictwa Grzybów ustaliła aktualna nazwę tego gatunku – żagwiak zmienny. Jest ona spójna z naukową nazwą zaakceptowaną przez Index Fungorum.

## Morfologia
Kapelusz
Średnica 2–10 cm, kształt okrągły lub nerkowaty, u młodych okazów wypukły, u starszych płasko rozpostarty. Powierzchnia gładka i naga. Brzeg kapelusza czasami pofalowany. Kolor u młodych okazów płowoczerwony lub cynamonowy, u starszych szarożółty.
Rurki
Drobne, o średnicy 0,1–0,2 mm i długości 0,5–1,5 mm, zbiegające jedną stroną trzonu. Tworzą tylko jedną warstwę. Pory początkowo białe, u starszych okazów brązowawe.
Trzon
Wysokość 0,5–2 cm, grubość 0,5–1,5 cm. Zazwyczaj wyrasta bocznie. W górnej części ma taką samą barwę jak kapelusz, w dolnej natomiast jest czarny.
Miąższ
Biały, o słabym zapachu i nieco gorzkim smaku.
Wysyp zarodników
Biały. Zarodniki cylindryczne lub kiełbaskowate, gładkie, o rozmiarach 10–7 × 2–3,5 μm.
Gatunek o dość dużej zmienności morfologicznej. Poszczególne osobniki dość znacznie różnią się kolorem oraz kształtem kapelusza. Przy suchej pogodzie często jego rozwój zatrzymuje się, a pory przyjmują brązowy kolor.

## Występowanie
Występuje w Ameryce Północnej i w Europie. W Polsce jest pospolity, szczególnie w górach.
Owocniki pojawiają się od czerwca do października na różnych gatunkach drzew liściastych. Stwierdzono występowanie na następujących drzewach: Fagus, Acer negundo, Alnus, Betula pendula, Quercus robur, Quercus sp., Salix caprea, Ulmus minor.
Grzyb niejadalny. Jest saprotrofem, rozkładając martwe drewno powoduje białą zgniliznę drewna.

## Gatunki podobne
- czarnostopka ciemnonoga (Picipes melanopus). Ma kapelusz ciemnobrązowy i zamszowaty[6],
- czarnostopka kasztanowa (Picipes badius) ma cały trzon czarny[6].